# Patrick Schnieder
Patrick Schnieder (ur. 1 maja 1968 w Kyllburgu) – niemiecki polityk, prawnik i samorządowiec, działacz Unii Chrześcijańsko-Demokratycznej (CDU), deputowany do Bundestagu, od 2025 minister transportu w rządzie Friedricha Merza.

## Życiorys
W 1987 ukończył szkołę średnią, po czym do 1988 odbywał zasadniczą służbę wojskową. Studiował prawo na Uniwersytecie w Bonn (1988–1995), po czym odbył aplikację prawniczą (1995–1997). Od 1998 praktykował jako prawnik.
Zaangażował się w działalność polityczną w ramach CDU. W 1999 zasiadł w radzie powiatu Bitburg-Prüm. W latach 1999–2009 pełnił funkcję burmistrza gminy związkowej Arzfeld. Od 2011 do 2018 był sekretarzem generalnym CDU w Nadrenii-Palatynacie.
W 2009 po raz pierwszy uzyskał mandat deputowanego do Bundestagu. Z powodzeniem ubiegał się o poselską reelekcję w wyborach parlamentarnych w 2013, 2017, 2021 i 2025. Wchodził w skład prezydium frakcji CDU/CSU. W 2017 powołany na przewodniczącego grupy deputowanych CDU ze swojego landu.
W maju 2025 objął stanowisko ministra transportu w nowo powołanym rządzie Friedricha Merza.